# Girolamo Mazzola Bedoli

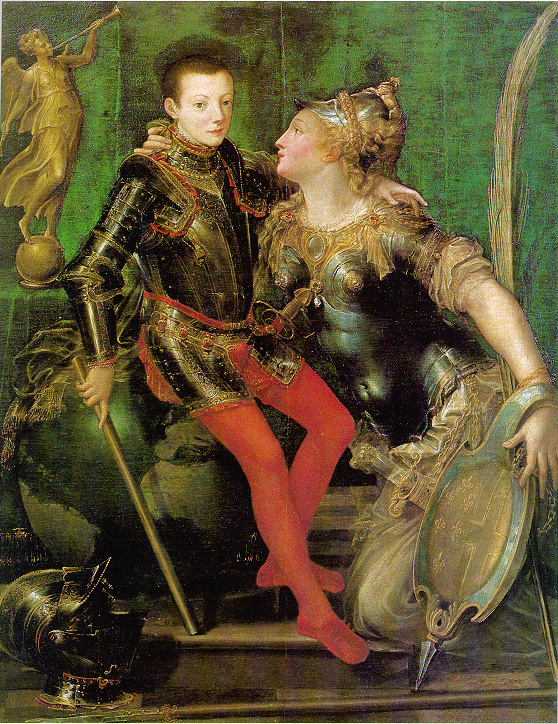
Girolamo Mazzola Bedoli, Alessandro Farnese und Margarethe von Parma, Galleria Nazionale, Parma

Girolamo Mazzola Bedoli (* um 1500 in Viadana; † 1569 in Parma) war ein italienischer Maler, der dem Manierismus zugerechnet wird.
Bedoli wurde in Viadana geboren und war ein Zeitgenosse von Parmigianino. Er lernte gemeinsam mit ihm bei dessen Onkel Pier Ilario Mazzola. 1529 heiratete er die Tochter Pier Ilario Mazzolas und ergänzte zu Ehren seines Schwiegervaters seinen Nachnamen um Mazzola. Gemeinsam mit dem Schwiegervater schuf er die Unbefleckte Empfängnis, die sich heute in der Gemäldegalerie in Parma befindet. Nach dem frühen Tod Parmigianinos im Jahre 1540 vollendete er einige Fresken, mit denen ursprünglich Parmigianino beauftragt worden war, und führte für Auftraggeber in der Emilia-Romagna und der Lombardei eine Reihe großer Altargemälde aus. 1540 übernahm er auch die Leitung der Mazzola-Werkstatt. In Parma erhielt er in den Jahrzehnten nach Parmigianinos Tod nahezu jeden wichtigen Auftrag und war auch als Porträtmaler gefragt. Sein Sohn Alessandro Mazzola (1533 bis 1608) wurde gleichfalls Maler, konnte aber nicht die Bekanntheit seines Vaters erreichen.

## Einzelbelege
1. ↑  Museo Francesco Gonzaga, Mantua (Seite nicht mehr abrufbar, festgestellt im April 2018. Suche in Webarchiven)  Info: Der Link wurde automatisch als defekt markiert. Bitte prüfe den Link gemäß Anleitung und entferne dann diesen Hinweis.
2. ↑  European Paintings:Keith Christiansen (1982) Notable Acquisitions (Metropolitan Museum of Art) S. 39
3. ↑   Baumhardt, S. 159

| Personendaten    | Personendaten            |
| ---------------- | ------------------------ |
| NAME             | Bedoli, Girolamo Mazzola |
| ALTERNATIVNAMEN  | Mazzola Bedoli, Girolamo |
| KURZBESCHREIBUNG | italienischer Maler      |
| GEBURTSDATUM     | um 1500                  |
| GEBURTSORT       | Viadana                  |
| STERBEDATUM      | 1569                     |
| STERBEORT        | Parma                    |